# 諸神的黃昏 (歌劇)
《诸神的黄昏》（Götterdämmerung，德語發音：[ˈɡœtɐˌdɛməʁʊŋ]），WWV 86D，是理查德·瓦格纳第四部、也是最后一部以尼伯龙根的指环为题的歌剧。这部作品在1876年8月17日于拜罗伊特节日剧院首次上演。
歌剧的德文标题“Götterdämmerung”译自古诺斯语词汇“Ragnarök”。后者是北欧神话预言中会造成世界燃烧、沉入水中但最终復甦的大战。不过，和另外三部以指环为题的歌剧一样，瓦格纳对原本的神话作出了较大改动。
诸神的黄昏一词在英语中有时会用来指代一个灾难性事件的结束。

## 劇情

### 序幕
神秘的夜晚，諾恩三女神在布倫希尔德所在的山崖，编织著命运之线，說著過去與未來的故事。其中一位预言道，沃坦将用那支被齐格弗里德砍断的长枪刺死火神洛戈，瓦爾哈拉将变成一片火海，代表神界的末日来临。这时金线缠绕起来，为了理清线，三人向不同方向用力，命运之线突然断开（「众神黄昏的动机」）。惊恐的女神拾起断线，去找她们的母亲智慧女神埃尔达。
破曉，齐格弗里德與布倫希尔德從山頂出現，被烈火圍繞。齐格弗里德全副武装，布倫希尔德拉着她的骏马走在后面（「女武神之骑的动机」「布倫希尔德的动机」「英雄的动机」）。齐格弗里德許下愛的誓言，並將从巨人处得到的指环戴上布倫希尔德的手，布倫希尔德也将在她还是女武神时候所骑的骏马格雷茵（Grane）送给他。齐格弗里德向她告别，去山下探险；布倫希尔德目送爱人远去，山下传来了齐格弗里德的号角声。幕间曲開始：管弦乐描述出齐格弗里德在莱茵河上的航行。

### 第1幕
在莱茵河畔，季比宏 （Gibichungs）的城堡大廳。城堡的主人龚特尔、龚特尔的妹妹古德倫、和古特鲁妮的异父兄弟哈根在談話。哈根是阿尔贝里希的长子，诡计多端，曾向父亲學習魔法，并且知道指环事。哈根描述沉睡在烈火中的布倫希尔德，赞美她的容貌，说只有最勇敢的人才能够得到她，这激起了龚特尔對她的兴趣，並煩惱如何得到美人。狡猾的哈根隐瞒了齐格弗里德与布倫希尔德已成婚的事，和龚特尔说可以请齐格弗里德帮忙。哈根說齐格弗里德多麼英勇，能够越过烈火，把布倫希尔德帶來。古特鲁妮聽見，也開始嚮往這位未曾谋面的英雄。哈根交给古特鲁妮一剂忘情水，要她给齐格弗里德吃，这药水能使齐格弗里德忘记布倫希尔德，並热恋上古特鲁妮。
不久，齐格弗里德坐一条小船到来，哈根热情的欢迎他。看见齐格弗里德，古特鲁妮彻底的爱上了他，心中原本有的一点犹豫也消失殆尽，她立刻退下去准备将哈根给她的药水掺进招待客人的酒中。龚特尔赞美齐格弗里德的英姿，说愿意把家族交给他管理，齐格弗里德表示身边除了隐形头盔没有带什么贵重的东西来交换，尼伯龙根的宝藏还在巨人的山洞中，至于戒指他已送给一位女子。古特鲁妮捧着酒壶出现，倒了一杯酒给齐格弗里德，向他致意。齐格弗里德接过酒杯，当他喝下，瞬间忘记了布倫希尔德，以及他们的爱。他又抬眼看到古特鲁妮，着魔般的爱上了她，并立刻向她求婚。龚特尔说起自己的心上人布倫希尔德；齐格弗里德已經不認識這個名字了，当他听完，表示他愿意冒火为龚特尔带回布倫希尔德，只要龚特尔肯将妹妹嫁给他。他們發血誓，结为兄弟，并喝下了混着血的酒。齐格弗里德动身去找布倫希尔德，龚特尔見狀感到得意。
另一方面，岩石山上，布倫希尔德看着手上的指环思念起齐格弗里德，甜蜜的回忆令她露出了笑容。另一位女武神，瓦尔特洛德來探望姊姊布倫希尔德。瓦尔特洛德說，他們的父親——沃坦歸回，他的永恆之槍被擊碎了；沃坦很憤怒，因為槍鞘上刻的魔咒是他的魔力來源。瓦尔特洛德她又請布倫希尔德把指环归还给莱茵河的少女，否則诅咒會波及沃坦。但布倫希尔德不愿意，因为指环象征着她与齐格弗里德的爱情，她不舍得。瓦尔特洛德离开后，天空昏暗起来，暴风雨降临。
远处传来了齐格弗里德的号角声，一个陌生的人跳进火焰中，布倫希尔德高兴地准备去迎接，卻看見戴着隐形头盔变作龚特尔的齐格弗里德。布倫希尔德想借指环之力保护自己，但是齐格弗里德制伏她，并抢走指环。那一夜他们两人在山洞中度过，为了忠于兄弟，齐格弗里德将剑插在他与布倫希尔德的当中以示清白。

### 第2幕
季比宏城堡的大厅。月光朦胧，哈根靠着一根石柱睡觉，手中握着长矛。梦中他看见了自己的父亲阿尔贝里希，阿尔贝里希吩咐儿子一定要从齐格弗里德手中夺得指环（「憎恨的动机」）。
天亮了，齐格弗里德归来。他已把布倫希尔德交給龚特尔，并要哈根准备婚礼。于是哈根吹响号角召集臣民。不久龚特尔带着脸色苍白的布倫希尔德出现，宣布說他將与布倫希尔德成婚、古特鲁妮也与齐格弗里德成婚，婚禮将在今晚一同举行。听到齐格弗里德的名字，布倫希尔德惊讶地盯着他看，又發現齐格弗里德不認識她了。她几乎要昏倒了，齐格弗里德伸手扶她，这时布倫希尔德看见了他手上的戒指，才明白夺走指环的人不是龚特尔，而就是齐格弗里德——她的丈夫。看到爱人竟然要娶古特鲁妮令她嫉妒，她转头向龚特尔讨指环，并说出她与齐格弗里德早就許下婚约。齐格弗里德否认了布倫希尔德的话，为了证明，他指着哈根的枪发誓，如果他说的是谎话，他必死于这枪头之下。布倫希尔德气得脸色青白，大步走到人圈中来，自己握住枪头，又發誓她要「以钢铁的尖头致齐格弗里德于毁灭」，因为他背弃了一切誓约。
当人们散去，龚特尔，布倫希尔德与哈根三个人留在大厅中，他们各怀心事。哈根一边对布倫希尔德表示同情，一边激尊严受损的龚特尔去杀齐格弗里德。龚特尔顾虑到妹妹古特鲁妮，布倫希尔德便责怪他懦弱。哈根向布倫希尔德打听齐格弗里德的弱点，布倫希尔德说在他的背上有一處致命的要害。于是哈根提议明天一起狩猎，当齐格弗里德冲在前面的时候，就用枪刺他的背，并对外人宣布是被野猪咬死了。另外两个人同意。这时，齐格弗里德与古特鲁妮头戴花冠，携手出现，盛大的婚礼开始；一旁的哈根邪恶地笑着。

### 第3幕
在莱茵河畔森林中，莱茵少女（水仙子）為失去萊茵河的黃金而哀傷。齐格弗里德等人在狩猎，齐格弗里德跑得太快，在岸边等待其他人。莱茵少女游到他面前，求他归还指环，并说指环会带来死亡。不知恐惧为何物的齐格弗里德没有理她们；少女们說齐格弗里德的死期不遠，他們消失在水中。
龚特尔、哈根與齐格弗里德會面，侍从摆出酒席。哈根在那酒中加了令人恢复记忆的药汁，和齐格弗里德敬酒，請齐格弗里德讲些有趣的经历。齐格弗里德喝了一口酒，並开始讲，一边讲一边回忆起布倫希尔德，于是脱口而出说自己是布倫希尔德的丈夫。龚特尔听得震惊。趁齐格弗里德转头去看乌鸦，哈根用枪刺齐格弗里德的背。齐格弗里德把他的巨盾举起，向哈根抛去时，卻已力竭，盾落下来，他倒在盾上。众人惊恐，哈根解釋道，齐格弗里德曾以槍發誓，布倫希尔德說他們締結的婚約為子虛烏有，但既然齐格弗里德是在「說謊」，那麼刺死他是應該的。哈根面无表情的离开，齐格弗里德用最后一丝力气呼唤布倫希尔德的名字。众人悲哀地围绕齐格弗里德的尸体，天黑了，淒涼的月光照著他們。龚特尔吩咐仕從抬走齐格弗里德的尸体，送葬隊伍走過山坡。
深夜，季比宏城堡大廳。古特鲁妮盼望聽到狩猎的消息。哈根告訴古特鲁妮，齐格弗里德已经死了。古特鲁妮伤心欲絕，对龚特尔大加责骂。龚特尔指此事为哈根所为，哈根却辯解道那是因為齐格弗里德立下假誓。哈根向龚特尔要齐格弗里德的指环，龚特尔不答应，哈根立刻拔剑相向。兩人交锋，哈根殺了龚特尔。他要从齐格弗里德的手指上取下那指环，那死者的手竟然举起，众人被嚇得魂飛魄散。当古特鲁妮发觉迷药使齐格弗里德忘却的是布倫希尔德时，她神魂迷乱，倒在龚特尔的身上。
布倫希尔德在莱茵河畔眺望时，从莱茵少女的口里得知哈根的毒计（「莱茵河水的動機」）。布倫希尔德吩咐他们堆起火葬的柴堆来（「女武神之骑的动机」）；她以奇異的神情注视着那死去的英雄，回想起以往的柔情（「愛的动机」）。她痛骂神界的不公（「诅咒的动机」），说出：「安息吧，你！啊，神啊！」（「瓦爾哈拉的动机」、「神界危机的动机」）她戴上指环，转身向齐格弗里德的遗体，丟了火把，燃起柴堆；她骑上了她的神驹格雷茵，那马一跃就把她带进灼灼的柴堆中去。莱茵的河水泛滥，顺着水流，莱茵少女游到了火堆旁边，从布倫希尔德的指间取走指环。哈根看见他的目標被得去了，立刻跳进水中追踪她们，但一位少女把哈根拖进了洪流，另一位得意洋洋举起了那指环。
天上照耀着一片浓重的红光，瓦爾哈拉天宫在烈火中燃烧（「瓦爾哈拉的动机」），诸神的黄昏到了。當布倫希尔德用牺牲，赎清从莱茵女仙手中攫取莱茵黄金等等罪过，沃坦的危机才告结束。瓦爾哈拉将归没落，人类的爱將取代眾神的贪婪。一系列的動機再響起，包括「赎罪的动机」和「齐格弗里德的动机」，代表鄙陋的神国灭亡了。